# استاروکوستیانتینیف
استاروکوستیانتینیف (به اوکراینی: Старокостянтинів) شهری در استان خملنیتسکی در کشور اوکراین واقع شده‌است. جمعیت این شهر ۳۴,۲۳۲ نفر (۲۰۲۱ تخمینی) است.

## نگارخانه

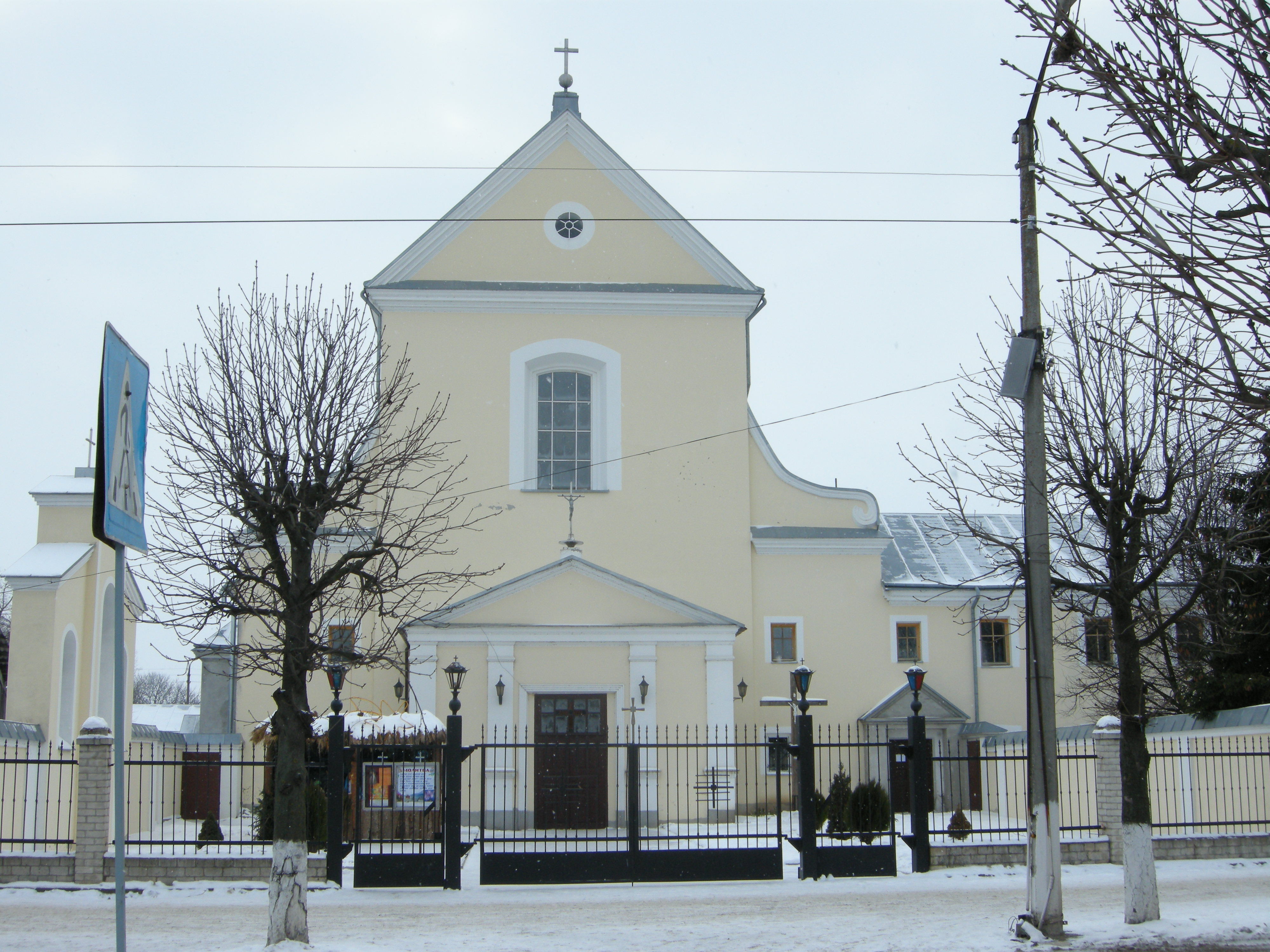
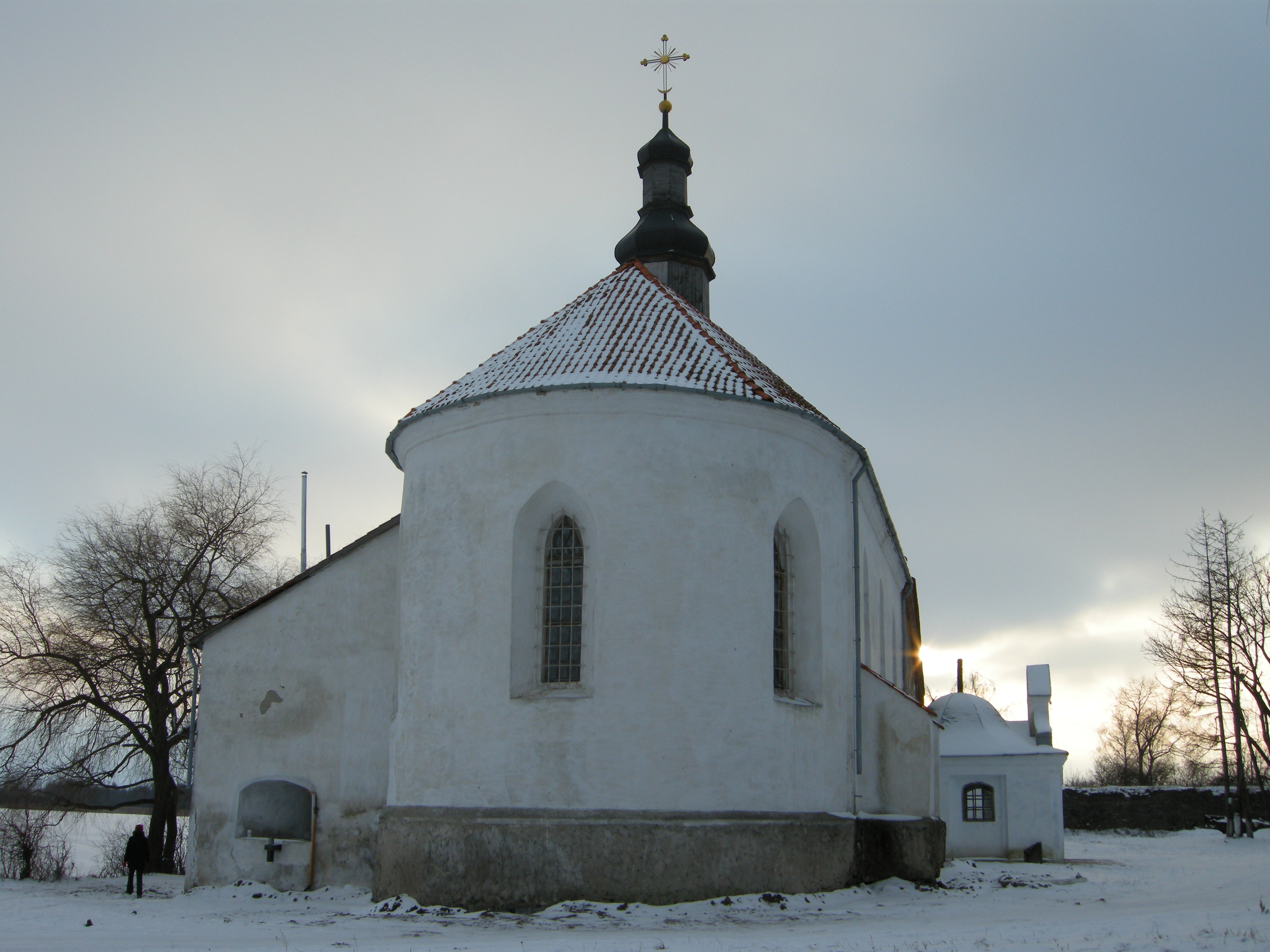
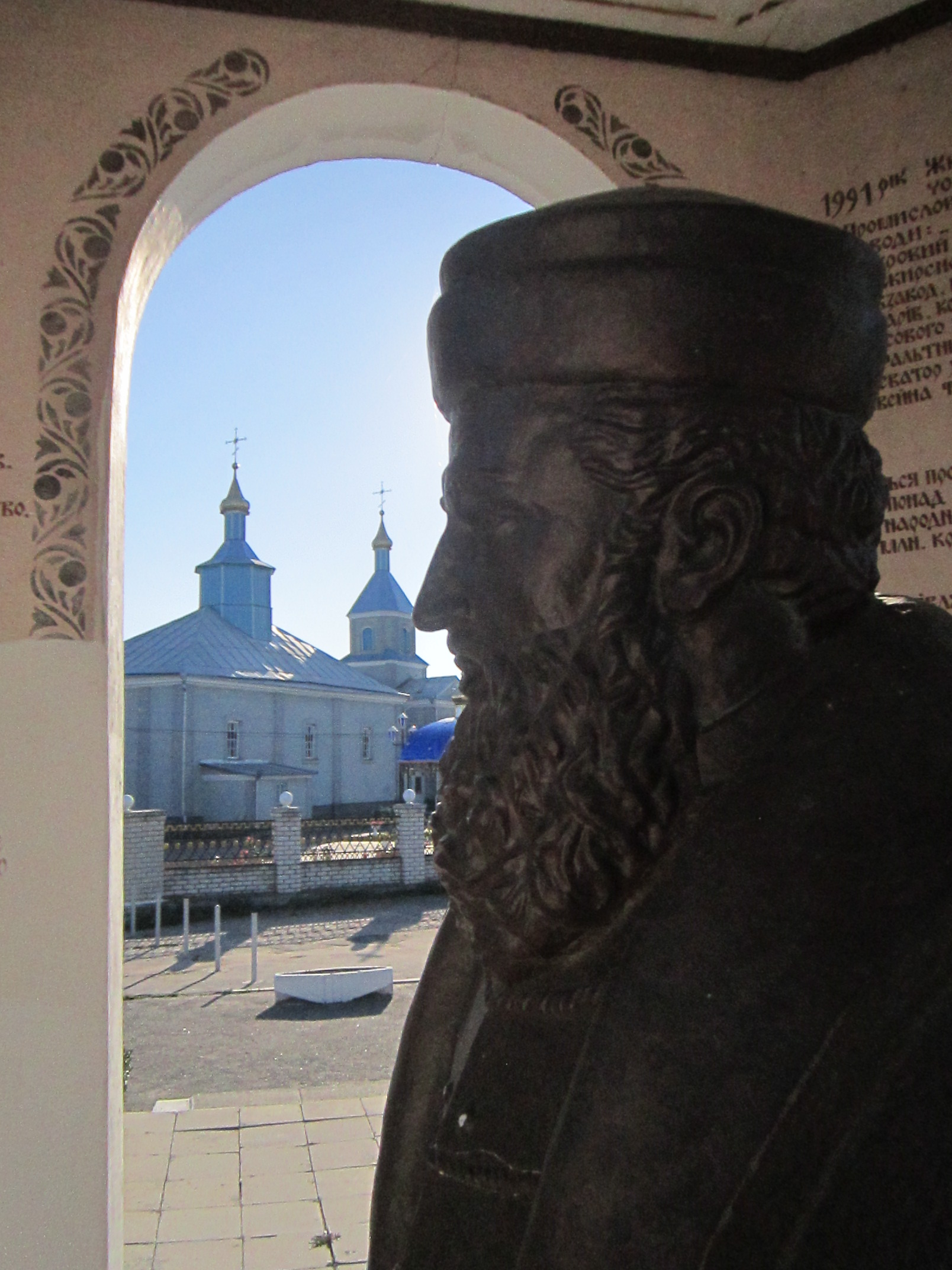
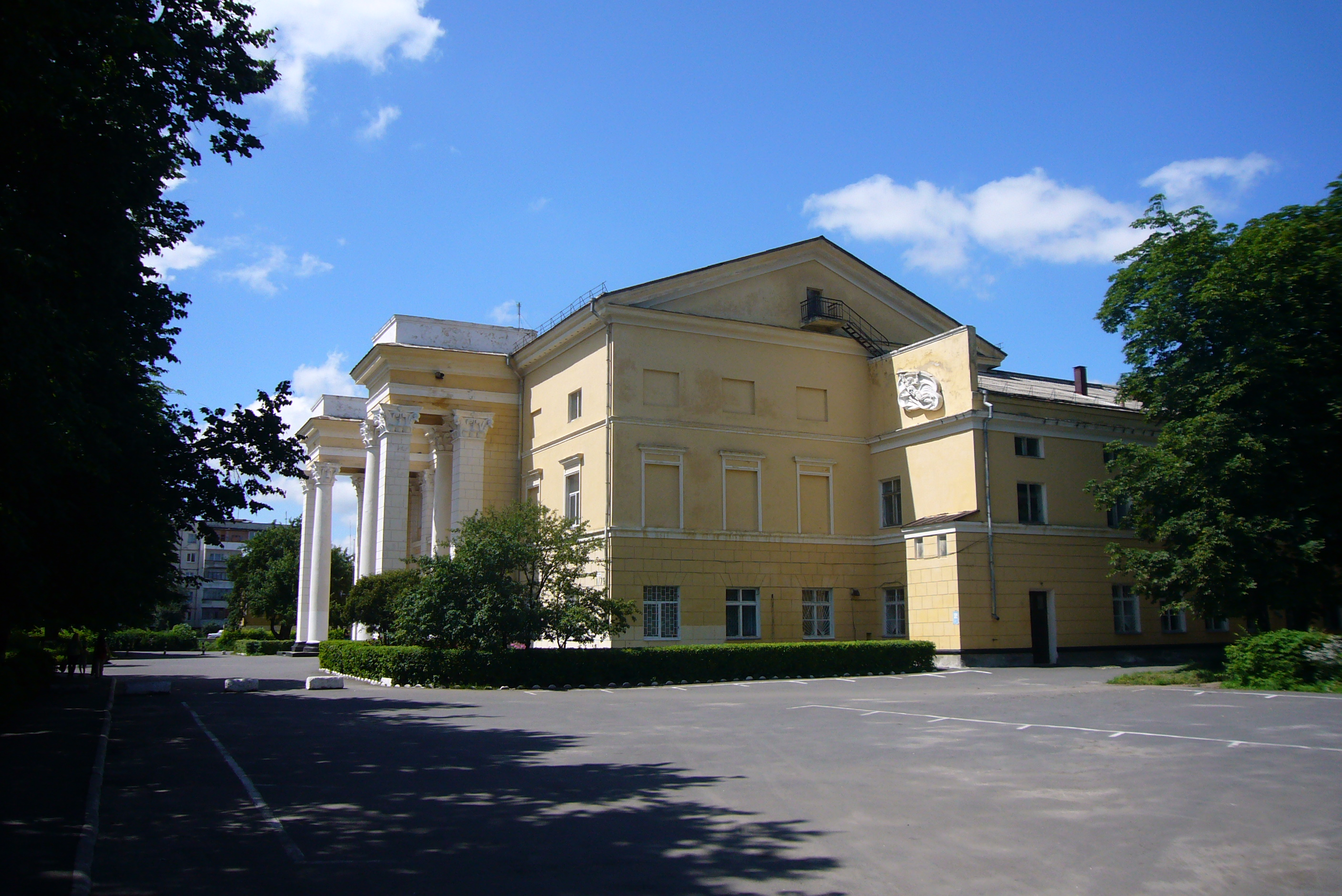
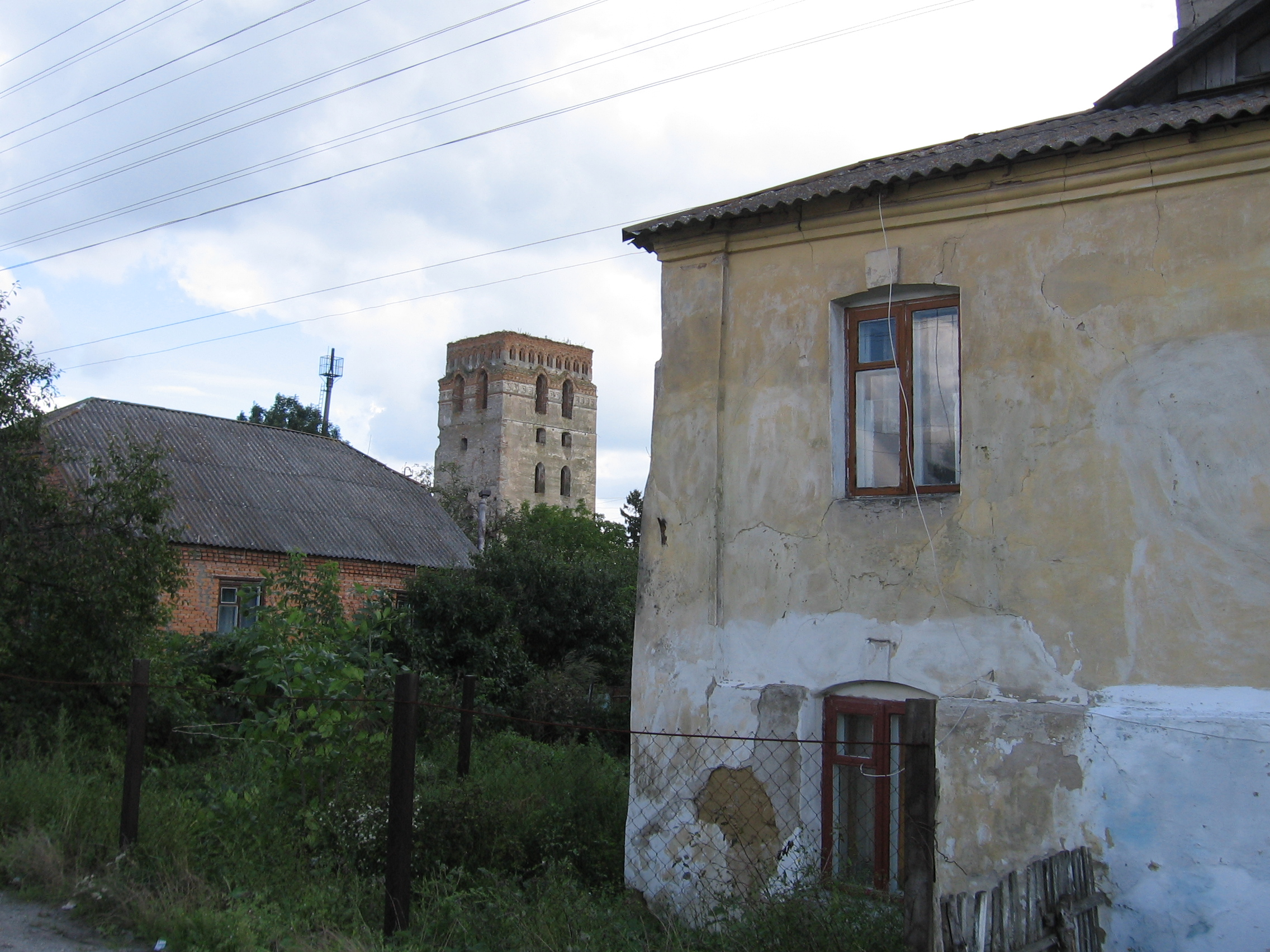